# Dirck-Ingvard Bonnek
Dirck-Ingvard Bonnek (ur. 20 sierpnia 1909 w Ramstrup, zm. 20 sierpnia 1943 w rejonie wsi Gurinowka) – duński wojskowy (porucznik), dowódca 2 kompanii Frikorps Danmark, a następnie oficer SS-Panzergrenadier-Regiment „Westland” podczas II wojny światowej.
Służył w duńskiej marynarce wojennej, dochodząc do stopnia Kaptajnløjtnanta. Po zajęciu Danii przez wojska niemieckie 9 kwietnia 1940 r., podjął kolaborację z okupantami. 18 stycznia 1941 r. został członkiem Narodowosocjalistycznej Duńskiej Partii Robotniczej (DNSAP) Fritsa Clausena. Latem tego roku wstąpił ochotniczo do Frikorps Danmark, uzyskując 18 sierpnia stopień SS-Hauptsturmführera. Wiosną 1942 r. przeszedł szkolenie oficerskie w SS-Junkerschule w Bad Tölz, po czym został wysłany na front wschodni. Objął dowodzenie 2 kompanii. W październiku 1942 r. został odkomenderowany do Danii do szkoły wojskowej SS w Høveltegård, w której rozpoczął służbę. W listopadzie tego roku stanął na czele bojówek DNSAP. Po zamknięciu szkoły w styczniu 1943 r., w maju tego roku został wezwany do Berlina. Następnie powrócił na front wschodni, gdzie został oficerem 1 batalionu SS-Panzergrenadier-Regiment „Westland” w 5 Dywizji Pancernej SS „Wiking”. 20 sierpnia 1943 r. zginął w ciężkich walkach w rejonie wsi Gurinowka.